# Luka Vukoja
Luka Vukoja (* 14. Februar 1995 in Zagreb) ist ein kroatischer Eishockeyspieler mit der Staatsbürgerschaft der Vereinigten Arabischen Emirate, der seit 2023 beim KHL Mladost Zagreb in der International Hockey League unter Vertrag steht.

## Karriere
Luka Vukoja begann seine Karriere als Eishockeyspieler in der Jugendabteilung des KHL Medveščak Zagreb in seiner Geburtsstadt. Als 15-Jähriger wechselte er in die Red Bull Hockey Academy nach Salzburg. Die Spielzeit 2013/14 verachte er beim HC 05 Banská Bystrica in der slowakischen U20-Liga. Anschließend spielte er für den ESC Wedemark Scorpions, seinen Heimatklub KHL Medveščak Zagreb sowie die VEU Feldkirch. Nach drei Jahren in der viertklassigen schwedischen Hockeytvåan wechselte er 2018 in die Vereinigten Arabischen Emirate, wo er für die Abu Dhabi Storms spielte, mit denen er 2019 die Emirates Ice Hockey League gewann. 2023 kehrte er in seine Heimat zurück und spielt beim KHL Mladost Zagreb in der International Hockey League.

### International
Im Nachwuchsbereich spielte Vukoja für Kroatien bei den U18-Weltmeisterschaften der Division II 2010, 2011, als er zum besten Spieler seiner Mannschaft gewählt wurde, 2012 und 2013 sowie den U20-Weltmeisterschaften der Division I 2012 und 2013 und der Division II 2014, als er erneut zum besten Spieler der Kroaten gewählt wurde, und 2015, als er die beste Bullybilanz des Turniers aufwies und gemeinsam mit dem Belgier Bryan Henry und dem Isländer Ingþór Arnason drittbester Scorer des Turniers hinter seinen Landsleuten Ivan Janković und Luka Jarčov war.
Mit der kroatischen Herrenauswahl nahm er an den Weltmeisterschaften der Division I 2016 und 2018 teil.
Nach seiner dortigen Einbürgerung vertrat Vukoja die Vereinigten Arabischen Emirate bei den Weltmeisterschaften der Division II 2023.

## Erfolge und Auszeichnungen
- 2015 Aufstieg in die Division II, Gruppe A, bei der U20-Weltmeisterschaft der Division II, Gruppe B
- 2019 Meister der Vereinigten Arabischen Emirate mit den Abu Dhabi Storms
- 2023 Aufstieg in die Division II, Gruppe A, bei der Weltmeisterschaft der Division II, Gruppe B